# ベナン・ニジェール鉄道輸送共同体
ベナン・ニジェール鉄道輸送共同体 (Organisation Commune Benin-Niger des Chemins de Fer et des Transports、OCBN) は、ベナンの鉄道。北線、西線、東線の3線があるが、東西両線は運休中。北線はベナン最大の都市であるコトヌー港と北部の中心都市であるパラクーを結ぶ全長438kmの路線である。軌間は1000mm、非電化単線である。ベナン・ニジェール鉄道輸送共同体はベナンが63%、ニジェールが37%を出資しており、ベナンのみならず海を持たないニジェールの主要輸出入ルートとなっている。起点のコトヌーにはニジェールの自由貿易区域があり、また終点のパラクーには貨物のターミナルがあり、ニジェール向けの貨物はここでトラックに積み替えられ、ベナンの北の国境であるマランヴィルへと運ばれ、ニジェール川を越えてニジェールの南の国境であるガヤからニジェール国内へと運ばれる。
同線は、1912年に起点のコトヌーからサベーまでの路線が開通し、のちにパラクーまで延長した。1959年にはベナン（当時はダオメー）とニジェールの自治政府によってダオメー・ニジェール鉄道輸送共同体が設立された。この会社は内陸国ニジェールの首都ニアメまで路線を延ばすことを目標とし、1976年に建設に合意、1978年にいったん着工したものの、資金難により工事は中断された。2006年に旅客サービスを廃止し、現在は貨物専業となっている。その後、2015年にはフランスのボロレグループの出資によりベナン鉄道へと改組され、ベナン・ニジェール鉄道輸送共同体は消滅した。

## 歴史
- 1912年　コトヌー－サベー 間開業
- （年代不明）　サベー－パラクー 間開業
- （年代不明）　コトヌー－ポベ（英語版） 間開業
- （年代不明）　コトヌー－セグボロウエ（英語版） 間開業
- 1959年　ベナン・ニジェール鉄道輸送共同体設立
- 1976年　ニジェールの首都ニアメまでの延長に合意
- 1978年　ニジェールの首都ニアメまでの延長工事着工、後に資金難より中断

## 輸送実績
2006年に旅客サービスを廃止し、現在は貨物専業となっている。

### 旅客サービス
1996年の旅客数は年間71.5万人であり、その後数年間は同程度を維持していたが、2000年以降急激に低下し、最終年の2006年には年間9.7万人にまで落ち込んだ。

### 貨物サービス
1995年には年間38.9万トンの輸送量があったが、1999年以降低下し、2011年には年間7万トンにまで低下している。2012年現在、コトヌー - パラクー間を1日あたり3便運行されている。所要時間は平均13～17時間、表定時速は約30kmである。

## 路線
- 北線　コトヌー－パラクー 438km[4]
- 東線　コトヌー－ポベ（英語版） 107km[4]
- 西線　コトヌー－セグボロウエ（英語版）  33km[4]

## 主要駅
- 北線
  - コトヌー（起点）
  - アラダ
  - ボイコン（英語版）
  - ダサ＝ズメ
  - サベー
  - パラクー
- 東線
  - ポベ（英語版）
- 西線
  - セグボロウエ（英語版）

## 延長計画
東線をポペからオニポロ まで延伸し、同地にあるセメント工場（年間50万トン生産）と接続する予定であったが、資金難のため実現していない。セメントの50％は隣国のナイジェリアへ輸出するため、ベルギーはオニポロの工場からナイジェリア南西部のラゴスに至る鉄道の建設に出資している。
また、AFRICA RAIL 鉄道プロジェクトにてベナン、ブルキナファソ、ナイジェリア、トーゴ、チャド間の総延長1070kmを鉄道で接続する計画があり、費用は約6兆円と見込まれている。